# Wonder (пісня Шона Мендеса)
«Wonder» (укр. Чудо) — пісня канадського співака Шона Мендеса з його майбутнього однойменного четвертого альбому. Пісня, яка є провідним синглом альбому, була випущена 2 жовтня 2020 року лейблом Island Records. Трек написаний і спродюсований Мендесом, Скоттом Гаррісом, Нейтом Мерсеро та Кідом Гарпуном.

## Випуск та просування
Вперше пісню та альбом анонсовано 30 вересня 2020 року в акаунті Мендеса в Твіттері, де він написав «ЩО ТАКЕ #ЧУДО» (англ. WHAT IS #WONDER). Після цього був твіт із посиланням на інтерактивний вебсайт, де на аркуші паперу на підлозі в інтерактивній кімнаті був сетлист із словом «Wonder». Пізніше він опублікував рукописну замітку в соціальних мережах і підтвердив, що сингл, а також клан на нього вийдуть 2 жовтня.

## Композиція
Пісню називають енергетичною баладою. У тексті пісні Мендес замислюється над «уявними сценаріями» (англ. imagined scenarios), а також «ступає ногою у взуття свого друга» (англ. stepping foot into his friend's shoes). Співак також коментує токсичну маскулінність, співаючи: «Цікаво, коли я плачу собі в долоні, я переконаний, що це робить мене менш чоловічним» (англ. I wonder, when I cry into my hands, I'm conditioned to feel like it makes me less of a man). Завдяки «Wonder» Мендес «розширює свій звуковий кругозір — експериментуючи з широкоформатним повноцінним звуком».

## Музичне відео
Прем'єра музичного відео на пісню відбулася на каналі Мендеса у Vevo 2 жовтня 2020 року опівночі за східним часом. Режисером відео став Метті Пікок.

### Синопсис
Музичне відео починається зі сцени, на якій видно, що Мендес сам сидить у поїзді і дивиться у вікно. Потім він встає зі свого місця і йде у інші вагони поїзда. Поїздку на цьому поїзді порівнюють зі сценами в Гоґвортс Експресі із серії про Гаррі Поттера. Наступна сцена показує Мендеса в лісі, де він біжить скель на краю лісу. Коли він співає, починає йти дощ. Відео закінчується, коли Мендес стає на коліна на вершині скелі, поки дощ припиняється.

### Ліричне відео
Ліричне відео на пісню також було опубліковано на каналі Мендеса у Vevo 5 жовтня 2020 року.

## Автори
Інформацію про авторів отримано із сервісу Tidal.
- Шон Мендес — вокал, автор пісні, продюсування, композиція, фортепіано, синтезатор
- Скотт Гарріс[en] — автор пісні, продюсування, композиція
- Нейт Мерсеро — автор пісні, асистент продюсування, композиція, гітара, горн, ударні
- Кід Гарпун[en] — автор пісні, продюсування, композиція, гітара, ударні, программінг, синтезатор
- Майкл Леман Боддікер — інжиніринг
- Еді Леманн Боддікер — беквокал, аранжування приспіву
- Джордж Сіера — вокальний інжиніринг
- Джеремі Гетчер — вокальний інжиніринг
- Майк Стент — зведення
- Каушлеш «Гаррі» Пурогіт — вокальний інжиніринг
- Клайдін Джексон — беквокал
- Джарретт Джонсон — беквокал
- Наянна Голлі — беквокал
- Тоні Скраггз — беквокал

## Чарти
| Чарт (2020)                               | Найвища позиція |
| ----------------------------------------- | --------------- |
| Австралія (ARIA)                          | 13              |
| Бельгія (Ultratop Flanders)               | 32              |
| Бельгія (Ultratip Wallonia)               | 23              |
| Німеччина (Official German Charts)        | 47              |
| Ірландія (IRMA)                           | 15              |
| Італія (FIMI)                             | 93              |
| Нідерланди (Dutch Top 40)                 | 27              |
| Нідерланди (Mega Single Top 100)          | 26              |
| Нова Зеландія (RIANZ)                     | 25              |
| Норвегія (VG-lista)                       | 16              |
| Шотландія (Official Charts Company)       | 18              |
| Велика Британія (Official Charts Company) | 21              |
| США (Adult Top 40) (Billboard)            | 23              |
| США (Mainstream Top 40) (Billboard)       | 30              |

## Історія випуску
| Регіон          | Дата          | Формат                                             | Лейбл           | Прим.        |
| --------------- | ------------- | -------------------------------------------------- | --------------- | ------------ |
| Світ            | 2 жовтня 2020 | CD-сингл цифрове завантаження потокове відтворення | Island          | [ 9 ] [ 24 ] |
| Австралія       | 2 жовтня 2020 | Contemporary hit radio                             | Island UMA [en] | [ 25 ]       |
| Італія          | 2 жовтня 2020 | Contemporary hit radio                             | UMG             | [ 26 ]       |
| Велика Британія | 2 жовтня 2020 | Contemporary hit radio                             | UMG             | [ 27 ]       |
| США             | 6 жовтня 2020 | Contemporary hit radio                             | Island Republic | [ 28 ]       |
| США             | 6 жовтня 2020 | Hot adult contemporary                             | Island Republic | [ 29 ]       |